# Schizophonic
Schizophonic is het debuutalbum van de Britse popzangeres Geri Halliwell als solo-artiest. Het album werd uitgebracht na haar vertrek uit de populaire meidengroep de Spice Girls en was het eerste solo-album van een Spice Girl.

## Achtergrond
Op 31 mei 1998 werd bekend dat Halliwell de Spice Girls had verlaten, waarbij de zangeres beweerde dat ze last had van uitputting en een pauze wilde nemen. Het vertrek werd een van de grootste verhalen uit de entertainment van het jaar en haalde de krantenkoppen over de hele wereld. Ondertussen zetten de overgebleven leden hun Spiceworld Tour in de zomer van 1998 voort. In de BBC One-documentaire Giving You Everything uit 2007 verklaarde Halliwell dat ze "alles had gegeven", het gevoel had "erg overbodig" te zijn en er "niet meer bij te horen".
Halliwell tekende een deal met EMI voor drie albums. Vervolgens begon ze met de productie van Schizophonic. Ze vroeg Absolute - het producersduo Paul Watson en Andy Watkins dat al nummers voor de Spice Girls had geproduceerd - om die taak op zich te nemen. De overgebleven bandleden zeiden echter dat als ze met Halliwell zouden werken, ze niet meer met hen konden samenwerken. Uiteindelijk besloot het duo om met de zangeres in zee te gaan. Het jaar daarop werd Halliwells solocarrière succesvol gelanceerd.
In het Verenigd Koninkrijk kwam Schizophonic binnen op nummer 4, met in de eerste week een verkoop van 35.000 exemplaren. Het album ging in totaal 483.853 keer over de toonbank en werd tweemaal platina. Met slechts 40.000 verkochte exemplaren kende het in de Verenigde Staten een matig succes. In augustus 1999, twee maanden na de verschijning, waren er wereldwijd al 1,3 miljoen exemplaren verkocht. Hiermee is het een van de bestverkochte solo-albums van een Spice Girl, na Northern Star van Melanie C.
Ter promotie van het album verschenen er vier singles, die allen een groot succes werden. De debuutsingle 'Look at Me' piekte op nummer twee, de volgende singles 'Mi Chico Latino', 'Lift Me Up' en 'Bag It Up' bereikten de nummer 1-positie in Halliwells thuisland. De laatste drie singles verschenen allen in twee verschillende versies. De ene versie bevatte remixes, de andere versie b-tracks die het album niet hadden gehaald.

## Concept
Schizophonic is een conceptalbum. Het werd uitgebracht met twee verschillende covers: de witte cover vertegenwoordigt de engelachtige kant van de zangeres, de rode cover de duivelse. Het gaat hierbij echter om één uitgave. Het boekje bevat namelijk beide covers en kan op twee manieren worden gevouwen. Op de eerstgenoemde cover staat de O in de titel met een engelenhalo, op de andere cover heeft het duivelshoorntjes. Op de achterkant zijn de titels van de nummers weergegeven in wit en rood, gerelateerd aan het thema ofwel de persoonlijkheid (engelachtig of duivels) van het nummer. Dit alles verwijst naar de titel van het album. De term 'schizophonic' is een samentrekking van twee Griekse woorden: schizo ('splijten', 'verdelen') en phonic ('geluid'). Samengetrokken betekent het dus 'gespleten geluid'. Ook zou de titel een verwijzing zijn naar schizofrenie.

## Tracklist
1. Look at Me
2. Lift Me Up
3. Walkaway
4. Mi Chico Latino
5. Goodnight Kiss
6. Bag It Up
7. Sometime
8. Let Me Love You
9. Someone's Watching Over Me
10. You're in a Bubble